# Kadsura philippinensis
Kadsura philippinensis là một loài thực vật có hoa trong họ Schisandraceae. Loài này được Elmer miêu tả khoa học đầu tiên năm 1908.